# Awes-kon-wa
 (août 2023).
Awes-kon-wa est une créature légendaire de la mythologie abénaquise, décrit comme étant un petit lutin volant associé à la tribu des Mohawks.